# حسن أباد (مقاطعة إسلام آباد غرب)
حسن أباد (بالفارسية: حسن‌آباد) هي قرية تقع في كرمانشاه في إيران. يقدر عدد سكانها بـ 1,145 نسمة .